# Amata wiltshirei
Amata wiltshirei là một loài bướm đêm thuộc phân họ Arctiinae, họ Erebidae.